# Eisley
Eisley es un grupo de rock alternativo estadounidense formado en 1997 en la ciudad de Tyler por los hermanos DuPree: Sherri (voz y guitarra), Chauntelle (guitarra), Stacy (voz y teclados), Weston (batería) y el primo de los cuatro hermanos Garron (bajo).

## Historia
En un principio se hicieron llamar The Towheads, y sus primeras presentaciones se remontaron hacia mayo de 1998, con su primera bajista Amy Whittaker, y pocos años después fue sustituida por un nuevo bajista llamado Jonathan Wilson. La banda ha cambiado de nombres, uno de ellos fue Mos Eisley, hasta que redujeron su nombre por cuestiones legales y llamarse hoy en día como Eisley.
Sus letras románticas y melancólicas, mezcladas con las armonías vocales de sus integrantes y sus melodías rock/pop de la década de los setenta con toques alternativos al estilo Radiohead , hacen de Eisley su sello único y original en cuanto a su música, aparte de tener amigos musicales con tendencias pop punk como New Found Glory o Taking Back Sunday.
Después de casi 6 años de formación, tocando en escenarios pequeños y adquiriendo madurez musical, el grupo concreta varios hechos a partir de 2003: uno de ellos fue el lanzamiento de dos EP Laughing City con un sello independiente y Marvelous Things con Reprise Records, y el otro hecho fue su condición de teloneros en las giras de conciertos de grupos como: Coldplay, Snow Patrol, Brand New y Switchfoot entre otros.

## Room Noises (2005)
El 8 de febrero de 2005, el grupo lanzó su primer trabajo de larga duración, con 12 temas muy melancólicos, tiernos y originales, canciones como: Telescope Eyes y Marvelous Things empezaron a ser rotadas en varios canales musicales de televisión como MTV y Fuse, las voces angelicales de sus integrantes y su sonido Dream Pop se consolidaron a lo largo de trabajo, llevándolo a la posición 189 de los 200 álbumes más vendidos de la revista Billboard. Los temas fueron producidos por varios personajes como: Rob Cavallo (Green Day), Rob Schnapf, Aaron Sprinkle, John Shanks (Michelle Branch, Ashlee Simpson) y mezclado por Jerry Finn.
El trabajo recibió buenas críticas por parte de la industria musical por su originalidad y versatilidad en sus sonidos de guitarras y voces, donde lo roquero se acopla con lo acústico en temas como Just like We Do, temas felices como Golly Sandra y temas melancólicos como I wasn`t prepared. Para principios de 2006, el grupo, tras la salida de Jonathan Wilson del grupo y que fue reemplazado por un allegado del grupo Garron DuPree, realiza una gira por varios países europeos, asiáticos y Australia con el grupo neoyorquino Taking Back Sunday. A finales de 2006 el grupo se refugia a Malibú, California para la grabación de su nuevo material.

## Combinations (2007)
Este trabajo, se considera el más maduro del grupo por una presencia llamativa de los sonidos oscuros y pesados de guitarra, sin dejar atrás los elementos esenciales de Eisley, cuyo común denominador son las armonías vocales. Su evolución musical se resaltan en temas como: Invasion y Many funerals donde se pone en evidencia su madurez musical con respecto a su trabajo anterior. Lanzado el 14 de agosto de 2007, con buenas crìticas por parte de la industria, ha alcanzado la posición 70 de los 200 álbumes más vendidos de la revista Billboard.
Combinations ilustra una rica variedad de instrumentación musical entre las que se destaca: el ukelele, la trompeta, el trombón y el violín. Los temas de este trabajo fueron producidos por Richard Gibbs, Chad Gilbert de New Found Glory y mezcladas por Tim Palmer, Austin Deptula y Csaba Petocz. El trabajo contiene 10 temas que no se pasan de los cuatro minutos de duración. El grupo ha realizado varias presentaciones en Estados Unidos y Reino Unido junto a bandas de rock alternativo como The Fray y Mute Math.

## Influencias
The Beatles

Pink Floyd

The Flaming Lips

Radiohead

The Sundays

The Innocence Mission

Belly

## Álbumes
| Room Noises (2005)   |                                   |
| 1. Memories          | 7. Lost At Sea                    |
| 2. Telescope Eyes    | 8. My Lovely                      |
| 3. I Wasn`t Prepared | 9. Just Like We Do                |
| 4. Golly Sandra      | 10. Plenty Of Paper               |
| 5. Marvelous Things  | 11. One Day I Slowly Floated Away |
| 6. Brightly Wound    | 12. Trolley Wood                  |

| Combinations (2007)         |                         |
| 1. Many Funerals            | 6. Come Clean           |
| 2. Invasion                 | 7. Ten Cent Blues       |
| 3. Taking Control           | 8. A Sight To Behold    |
| 4. Go Away                  | 9. Combinations         |
| 5. I Could Be There For You | 10. If You`re Wondering |

| The Valley (2011) |                |
| 1. The Valley     | 6. Better Love |
| 2. Smarter        | 7. I wish      |
| 3. Watch it die   | 8. Kind        |
| 4. Sad            | 9. Mr. Moon    |
| 5. Oxygen Mask    | 10. Please     |
| 11. Ambulance     |                |

| Currents (2013)     |                                   |
| 1. Currents         | 6. Real World                     |
| 2. Blue Fish        | 7. Wicked Child (Feat. Merriment) |
| 3. Drink The Water  | 8. Find Me Here                   |
| 4. Save My Soul     | 9. Wonder English                 |
| 5. Millstone        | 10. Lost Enemies                  |
| 11. The Night Comes |                                   |
| 12. Shelter         |                                   |

## Enlaces
- Sitio oficial de Eisley
- MySpace de Eisley
- Eisley en Aloha Criticón
- Eisley en All Media Guide (enlace roto disponible en Internet Archive; véase el historial, la primera versión y la última).

- Datos: Q673502
- Multimedia: Eisley (musical group) / Q673502